# Young Americans for Liberty
Young Americans for Liberty (YAL) (en español: Jóvenes Estadounidenses por la Libertad) es una organización de activismo estudiantil, libertaria, liberal y conservadora, con sede en Austin, Texas. YAL se formó después de la campaña presidencial de Ron Paul en 2008, YAL estableció capítulos en los campus de las universidades de los Estados Unidos, con el propósito de promover la libertad en el campus y en la política electoral estadounidense.

## Historia

### Inicios
YAL fue fundada en 2008 al final de la primera campaña presidencial del congresista Ron Paul. La candidatura de Paul inspiró a los estudiantes a organizarse en el campus bajo la bandera de Estudiantes para Ron Paul. Después de las elecciones presidenciales de noviembre de 2008, el movimiento continuó y pronto se convirtió en Young Americans for Liberty.

### Sede central
El 23 de mayo de 2019, YAL anunció que trasladaría su sede central a Austin, Texas, desde Arlington, Virginia, porque el grupo estaba creciendo y la organización necesitaba más espacio y una sede más grande.

### Protestas de estudiantes

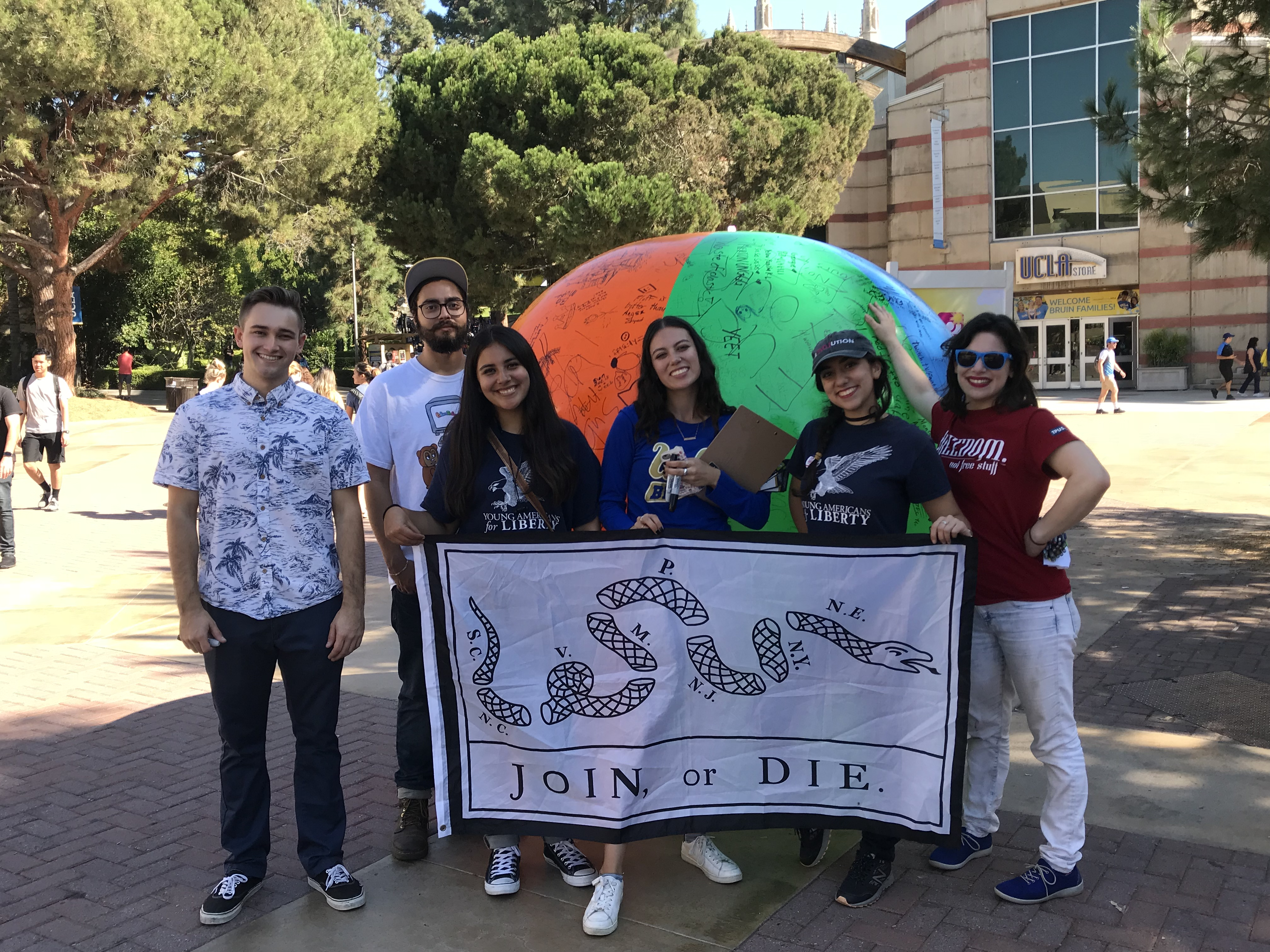
Activistas de YAL en la Universidad de California en Los Ángeles (UCLA).

En marzo de 2011, 78 delegaciones de YAL en 32 estados organizaron una protesta estudiantil contra la deuda nacional. En abril de 2014, dos estudiantes de YAL de la Universidad de Hawái presentaron una demanda federal después de que se les impidiera entregar copias de la Constitución de los Estados Unidos.

### Convenciones anuales
A partir de 2009, YAL comenzó a celebrar convenciones nacionales anuales. Más de 300 estudiantes asistieron a la convención de 2014. Los oradores incluyeron al senador estadounidense Rand Paul y al ex-representante estadounidense Ron Paul, con un discurso de Glenn Greenwald. Los oradores de la convención de 2016 incluyeron a los oradores Ron Paul y el representante de los Estados Unidos Justin Amash, el juez Andrew Napolitano y David Boaz del Instituto Cato.

## Incidencia política
YAL ha luchado contra la obligatoriedad de la vacuna COVID-19 y del uso forzoso de mascarilla en 23 campus universitarios, como Rutgers, la Universidad Virginia Tech y la Universidad de Colorado Boulder.  YAL ha hecho circular peticiones oponiéndose a las normas relacionadas con COVID en diferentes campus, como el Politécnico de Virginia.  Según la YAL, la organización «no es antivacunas, sino más bien antimandato de vacunación en instituciones académicas financiadas por los contribuyentes»."  Varios estudiantes afiliados a la YAL han hablado con los principales medios de comunicación, defendiendo la vacunación como una «elección personal»; el lema es "mi cuerpo, mi elección."